# 32074 Kevinsadhu
32074 Kevinsadhu è un asteroide della fascia principale. Scoperto nel 2000, presenta un'orbita caratterizzata da un semiasse maggiore pari a 2,2137548 UA e da un'eccentricità di 0,1266462, inclinata di 0,51930° rispetto all'eclittica.